# Fatsia
- Commons
- Wikispecies

Fatsia é um género botânico pertencente à família Araliaceae.

## Espécies
- Fatsia japonica (Thunb.) Decne. & Planch.
- Fatsia oligocarpella Koidz.
- Fatsia polycarpa Hayata